# Ponuga
Ponuga ist ein Corregimiento des Bezirks Santiago in der Provinz Veraguas in Panama. Bei der Volkszählung im Jahr 2023 hatte es 1477 Einwohner. Das Corregimiento erstreckt sich über eine Fläche von 124,4 km².

## Bevölkerung
Die folgende Tabelle zeigt die Bevölkerung des Corregimientos Ponuga, wie es in den Volkszählungen 2000, 2010 und 2023 erfasst wurde.
| Jahr         | 2000 | 2010 | 2023 |
| ------------ | ---- | ---- | ---- |
| Einwohner    | 3096 | 2798 | 1477 |
| davon Männer | 1699 | 1517 | 779  |
| davon Frauen | 1397 | 1281 | 698  |

## Orte
Im Corregimiento Ponuga befinden sich folgende Orte:
- Alto de Los Pericos
- Alto El Nance
- Callejón Hondo
- Caratales
- El Guabo
- El Jagua
- El Negrito
- El Pintado
- El Zapote o Pueblo Nuevo
- Espavé o Palo Blanco
- La Honda
- La Providencia
- Las Huertas
- Los Sitios
- Macho Abajo
- Macho Arriba
- Marea Abajo
- Marea Arriba
- Piñas
- Ponuga
- Tranquillas
- Visuetes